# Доронинск (метеорит)
Доронинск (Doroninsk) — каменный метеорит-хондрит, 2 экземпляра общим весом (предпол.) 4,3 кг, (сохр.) 3,891 кг (АН СССР).
Синоним: Иркутск (Irkutsk).

## Падение метеорита
О падении метеорита Доронинск имеются очень интересные данные. Метеорит упал 6 апреля 1805 г. в б. Иркутской губернии, и в «С.-Петербургских Ведомостях» в ноябре 1805 г. майором Блазовым и смотрителем солеварни Богдановым об этом событии сообщалось следующее:
25 марта сего 1805 года, пополудни в 5 часов, при слабом солнечном сиянии, когда небо испещрено было различными цветами, исключая только красный, и при средственном восточном ветре, примечено было шедшее от юга через Доронинский Погост довольно великое темное облако. Оно сопровождаемо было громом, или, лучше сказать, шумом, подобным происходящему от едущих по кремнистой дороге повозок или от мельничных жерновов, скорообращающихся. Облако сие, отделившись на версту от погоста по течению ручья Доронинки и реки Ингоды, которые имеют здесь одинаковое направление, склонилось влево. Шум облака, который становился сильнее, чем более оно опускалось книзу, испугал пастухов, пасших на лугу стадо той деревни. Они приметили совершенное падение оного и в ту же минуту увидели ниспадающий из облака огненного цвета камень, который при первом падении отскочил вверх и потом в малом расстоянии упал на землю. Через полчаса отважились они наконец подойти к тому месту и нашли упомянутый камень, который был ещё столь горяч, что с трудом можно было держать его в руках. Возвратившись через два часа со стадом, донесли они о сем майору Блазову, который тотчас и приказал отвести себя на то место, куда в то же время явился и смотритель соляных заводов Богданов. Землю, довольно ещё замёрзшую, нашли они на вершок обнаженною от дёрна, коего края на вершок поднялись вверх. Последнее произошло может быть от сильного падения, ибо от теплоты камня немного оттаявшие края несколько разделились, но не совсем разорвалися; по сей же причине камень, отскакнув от земли, поднялся не очень высоко. При сем случае направление своё он имел к западу и упал (во второй раз) в восьми саженях от первого места; упав на землю катился он ещё 5 сажень, не оставив однако на ней приметных следов. Весь камень весит семь фунтов, а вышиною в 4 вершка. К низу он шире, наружная поверхность его чёрного цвета и будто бы покрыта сажею, которая однако легко стирается, причём издаёт от себя пороховой запах
и кажется темно-кофейною. В середине синеват, вкусом солон и к языку несколько прилипает. При падении его верхняя часть на полтора вершка отскочила и мелкими кусочками рассыпалась по сторонам. Через день после того открыли подобный сему камень во сто саженях к востоку. Он весил два фунта с половиною, был такого же цвета, имел тот же запах, но в отломавшихся местах гораздо темнее, а в некоторых даже красно-сероватого цвета. Видом походил он на изуродованную сидящую лягушку, коей наружная сторона несколько шершава... К тому же должно ещё присовокупить, что в то же самое время, может быть только несколькими минутами ранее, нежели в Доронинске, упомянутый шум и на западной стороне, где оной начался, в 10 верстах был слышан. Подобное же случилось, как говорят, в двадцати верстах далее на северо-восточной стороне, в чем с клятвою уверяли нас ехавшие тогда по степи российские крестьяне. Писано 8-го апреля 1805 г.
Приведённое описание замечательно по своей обстоятельности и правдоподобности изложения события. Тот факт, что метеорит, ударившись о мерзлую землю, отскочил вверх и затем снова упал на землю, представляет собой обычное явление, наблюдаемое при падениях. В частности, отскакивание метеоритов наблюдалось и при падении знаменитого Сихотэ-Алинского железного метеоритного дождя. Однако указание пастухов о том, что падавший метеорит даже у земли имел «огненный цвет», является, конечно, неверным….
Метеорит Доронинск хранится в метеоритной коллекции Академии Наук. Он замечателен своей формой, представляющей как бы усеченную пирамиду.